# Lubina (Name)
Lubina ist ein in Deutschland und den Niederlanden gebräuchlicher weiblicher Vorname. Er ist zweimal unabhängig voneinander entstanden: zum einen als sorbischer Vorname aus slawischen Wurzeln, zum anderen als ostfriesisch-niederländischer Vorname aus germanischen Wurzeln. Der Familienname ist ebenso slawischen Ursprungs.

## Etymologie
Der sorbische Name leitet sich aus dem protoindogermanischen Stamm *leubh-/*lubh- (mögen, begehren; Liebe) über protoslawisch *ljub- ab und bedeutet ‚die Liebreizende, die Liebliche‘. Verwandt sind zum Beispiel obersorbisch lubić so (gefallen) oder lubostny/~a/~e (liebevoll) bzw. niedersorbisch lubosny/~a/~e (lieblich) oder lubka (geliebte Frau).
Der ostfriesisch-niederländische Name leitet sich aus weiblichen oder männlichen zweistämmigen germanischen Namen der Form ‚Liut-b...‘ oder ‚Lud-b...‘ ab – das heißt, der erst Namensteil war stets Liut- (Leute, Volk) oder Lud- (von germ. klôd: laut hörbar, berühmt) und der zweite begann mit ‚b‘, wie ~bert (glänzend, hell, berühmt) oder ~berg/~borg/~burg/~berich (Bergerin, Hüterin, Schützerin). Aus Namen wie Liutberg (w),  Liutbert (m) oder Ludborg (w) wurden Kurzformen wie Lube (w,m), Luba (w) oder Lubo (m) gebildet; aus diesen wiederum entstand durch Anhängen der weiblichen Endung ~ina der Name Lubina.

## Trägerinnen des Vornamens
- Lubina Hajduk-Veljković (* 1976), obersorbische Schriftstellerin
- Etta Lubina Johanna Palm-Aelders (1743–1799), niederländische Feministin
- Lubina Holanec-Rawpowa (1927–1964), sorbische Konzertorganistin

Das FilmFestival Cottbus wählte den Namen für seine seit 1993 vergebene gläserne Preisskulptur.

## Träger des Familiennamens
- Alexander Lubina (1979–2022), deutscher Leichtathlet
- Klaus Lubina (* 1942), deutscher Gebrauchsgrafiker
- Ladislav Lubina (1967–2021), tschechischer Eishockeyspieler und -trainer

## Verwandte Namen (Auswahl)
Ostfriesische Vornamen, die zum Formenkreis um Lubina gehören, sind unter anderem
Liutberg (w),  Liutbert (m), Ludborg (w)
(Verschleifung) →
Luberich (w), Lübbert (m), Lüberta (w), Lübberta (w), Lübbertje (w), Lübertus (m)
(Kurzform) →
Lübbe (w,m), Lübba (w), Luba (w), Lübbo (m), Lubo (m)
(Verlängerung durch Suffixe ~ina/~bina/~mina/~sina/~tina) →
Lübbina (w), Lübina (w), Lubbina (w), Lubina (w), Lübbine (w), Lübine (w), Lübbinus (m)

Lübmina (w), Lübtina (w)
(Verschleifung) →
Lümmina (w), Lümine (w)
Namen auf Lü... kommen dabei wesentlich häufiger vor, als Namen auf Lu...